# Toquí elegant
El toquí elegant o toquí rogenc (Oreothraupis arremonops) és un ocell de la família dels passerèl·lids (Passerellidae) i única espècie del gènere Oreothraupis Sclater, 1856.

## Descripció
Mesura 20 cm de longitud. El cap i la gola són negres, tenen dues àmplies franges coronals de color gris platejat que van per sobre l'ull fins al clatell. El plomatge del cos és castany rogenc brillant amb el ventre gris; la cua és negra.

## Hàbitat i distribució
Habita el terra de la selva pluvial del vessant del Pacífic dels Andes, a l'oest de Colòmbia i nord-oest de l'Equador entre els 1.200 i 2.700 m d'altitud, principalment al bosc de boira amb molsa abundant.